# 同安縣
同安县，雅称银同。旧县名。辖域包括现在中华人民共和国管辖的厦门市大部、漳州市角美镇东部以及中華民國管轄的金门县大部。

## 县名由来
西晋太康三年（282年）时，东南沿海社会秩序仍不够安定，故当时县名多寓有「平安」之意，如南安、惠安等，而同安一地因古称「大同」，境内有座梅山，古名「同山」，遂将「同」字与「安」字结合，设同安县。
而「银同」之称则来自南宋绍兴十五年（1145年）所建于大轮山下的同安城，该城东西长，南北窄，形似银锭，遂名银同；该城又有「铜鱼城」之称，其名来自城南东溪溪底有三块因长年溪水浸染成古铜色的鱼形巨石。

## 历史沿革
西晋太康三年（282年），析分建安郡地設晋安郡，同年又分晋安郡地置同安县，但不久又裁撤併回晋安郡。隋开皇九年（589年），天下废郡，置南安县，属泉州（治所在今福州地区）。

### 闽州南安县
大业二年（606年），改泉州为闽州。

### 建安郡、建州之南安县
大业三年（607年），改闽州为建安郡。唐武德元年（618年），改建安郡为建州（治所在今福州地区）。武德四年（621年），建州移治建安县（治所在今建瓯地区）。

### 丰州、泉州、武荣州之南安县
武德五年（622年），析建州置丰州（治所在今泉州南安市丰州镇），南安县属丰州。贞观元年（627年），丰州撤销，南安县并入泉州（治所在今福州地区）。嗣圣元年（684年），分泉州之南安、莆田、龙溪三县置武荣州（治所在今泉州南安市丰州镇），寻即撤销，南安县还隶泉州。
武周聖曆二年（699年），复置武荣州，南安县还隶武荣州。聖曆三年（700年），再废武荣州，南安县还隶泉州。同年，久视元年（700年），三置武荣州（治所在今泉州市鲤城区），南安县还隶武荣州。

### 泉州南安县
景云二年（711年），将州治在今福州市区的泉州更名为闽州，同时将武荣州更名为泉州，南安县还隶泉州。貞元十九年（803年），析南安县西南四乡设置大同场，粗定后来的同安县域。

### 泉州同安县
五代后唐长兴四年（933年），闽王王延鈞称帝建闽国，将南安县大同场升为同安县，此后沿设。宋属清源军、平海军、泉州。

### 泉州路同安县
元世祖至元十五年（1278年），升泉州为路。
元世祖至元十八年（1281年）十一月，澎湖列岛正式设立澎湖巡检司，隶属福建同安县，使澎湖早于台湾本岛400年纳入中国版图。

### 泉州府同安县
明洪武元年（1368年），泉州路改为泉州府，同安属之。清兵入関之后，曾屠城四日，同安县军民死难五万多人。同安县教谕陈鼎自縊殉国，其子陈永华因此投奔鄭成功並成為明鄭名將。
1776年，清廷从同安县析置马巷厅。
1912年，马巷厅被撤，其地复归同安县管辖。

### 南路道同安县
民国元年（1912年），廢府、州、厅，同安县属南路道。

### 廈門道同安县
民国3年（1914年），南路道改名廈門道。同年，金门、厦门两地，自同安县析出，设思明县。民国4年（1915年）金门由思明县析出独立设县，管辖大、小金门，大嶝、小嶝及周边岛屿，是为金门县。

### 福建省同安县
民国14年（1925年），废道，各县直接隶属福建省。

### 泉海省同安县
民国22年12月11日，福建省划分为4个省，同安县属泉海省。

### 兴泉省同安县
民国22年12月13日，泉海省改称兴泉省。

### 行政督察区同安县
民国23年7月，福建省划分为10个行政督察区，同安县属第五行政督察区（专署驻同安）。民国24年1月，改隶第四行政督察区（专署驻同安）。民国32年（1943年），专署改驻永春。民国35年9月，专署改驻晋江。
1949年9月19日，解放军占领同安县。之后，同安县与原属金门的大嶝乡由中华人民共和国政府管辖，并改隶第五行政区（第五专区）。中华民国政府持续管辖金门县除大嶝乡外剩余的大部分地区。

### 泉州专区同安县
1950年3月，第五专区改称泉州专区。

### 晋江专区同安县
1950年9月，泉州专区改称晋江专区。1951年1月，由晋江县析置县级泉州市。1953年11月，析出集美乡归厦门市设立集美镇。1957年3月，灌口区的金山、锦宅两乡划入龙溪县。1957年4月18日，灌口区划入厦门市。

### 厦门市同安县
1958年，改隶厦门市。

### 晋江专区同安县
1970年8月，再划入晋江专区。1971年3月，南安县大嶝、小嶝、角屿以及莲河、霞浯等地划归同安县。

### 晋江地区同安县
1971年7月，晋江专区改称晋江地区。

### 厦门市同安县
1973年，再划入厦門市。

### 厦门市同安区
1997年5月，废同安县，改为厦门市同安区。2003年9月，同安区的马巷镇、新店镇、新圩镇等组成翔安区，是以昔日同安县翔风里与民安里为核心而成的区。

## 行政区划
宋朝时，同安县有三乡、三十里，后整合为三乡、十一里，元朝依此改为四十四都，明洪武元年（1368年）增置「在坊里」而都不变。洪武二十年（1387年）徙大嶝、小嶝二都人民于內地散居。永乐元年（1403年）併为三十五都。成化六年（1470年）恢复大嶝、小嶝二都人民为三十七都，直到清乾隆四年（1775年）析置马巷厅为止，同安县的都里皆沿此置。
| 东界 坊 西界 | 乡     | 里     | 都       | 辖下各村现今分布地区 （2乡12镇35街道） | 辖下各村现今分布地区 （2乡12镇35街道）                                |
| ------------ | ------ | ------ | -------- | -------------------------------------- | --------------------------------------------------------------------- |
| 东界         | 綏德乡 | 翔风   | 二十都   | 金门县                                 | 金门县烈屿乡                                                          |
| 东界         | 綏德乡 | 翔风   | 十九都   | 金门县                                 | 金门县金城镇、金宁乡                                                  |
| 东界         | 綏德乡 | 翔风   | 十八都   | 金门县                                 | 金门县金宁乡、金湖镇、金沙镇                                          |
| 东界         | 綏德乡 | 翔风   | 十七都   | 金门县                                 | 金门县金沙镇                                                          |
| 东界         | 綏德乡 | 翔风   | 十六都   | 厦门市                                 | 翔安区大嶝街道                                                        |
| 东界         | 綏德乡 | 翔风   | 十五都   | 厦门市                                 | 翔安区大嶝街道                                                        |
| 东界         | 綏德乡 | 翔风   | 十四都   | 厦门市                                 | 翔安区新店街道、金海街道                                              |
| 东界         | 綏德乡 | 翔风   | 十三都   | 厦门市                                 | 翔安区凤翔街道、新店街道                                              |
| 东界         | 綏德乡 | 翔风   | 十二都   | 厦门市                                 | 翔安区民安街道、凤翔街道、新店街道                                    |
| 东界         | 綏德乡 | 民安里 | 十一都   | 厦门市                                 | 翔安区马巷街道、民安街道、新店街道                                    |
| 东界         | 綏德乡 | 民安里 | 十都     | 厦门市                                 | 翔安区内厝镇、香山街道                                                |
| 东界         | 綏德乡 | 民安里 | 九都     | 厦门市                                 | 翔安区马巷街道、内厝镇                                                |
| 东界         | 綏德乡 | 民安里 | 八都     | 厦门市                                 | 翔安区马巷街道、内厝镇                                                |
| 东界         | 綏德乡 | 同禾里 | 七都     | 厦门市                                 | 翔安区新圩镇                                                          |
| 东界         | 綏德乡 | 同禾里 | 六都     | 厦门市                                 | 翔安区新圩镇 同安区五显镇                                             |
| 东界         | 綏德乡 | 同禾里 | 五都     | 厦门市                                 | 翔安区新圩镇、民安街道 同安区洪塘镇                                   |
| 东界         | 綏德乡 | 同禾里 | 四都     | 厦门市                                 | 同安区大同街道、五显镇、洪塘镇                                        |
| 东界         | 永丰乡 | 长兴里 | 一二三都 | 厦门市                                 | 翔安区新圩镇 同安区五显镇                                             |
| 坊           | 永丰乡 | 在坊里 | 在坊里   | 厦门市                                 | 同安区大同街道、祥和街道、祥平街道                                    |
| 西界         | 永丰乡 | 从顺里 | 一二都   | 厦门市                                 | 同安区新民街道、祥和街道、祥平街道                                    |
| 西界         | 永丰乡 | 从顺里 | 三都     | 厦门市                                 | 同安区西柯街道、新民街道、祥和街道                                    |
| 西界         | 永丰乡 | 从顺里 | 四五都   | 厦门市                                 | 同安区美林街道、新美街道                                              |
| 西界         | 永丰乡 | 感化里 | 六七八都 | 厦门市                                 | 同安区汀溪镇、莲花镇、祥平街道                                        |
| 西界         | 永丰乡 | 归德里 | 九十都   | 厦门市                                 | 同安区莲花镇、新民街道、新美街道、祥平街道                            |
| 西界         | 明盛乡 | 仁德里 | 十一都   | 厦门市                                 | 同安区西柯街道 集美区后溪镇、侨英街道、集美街道                       |
| 西界         | 明盛乡 | 仁德里 | 十二都   | 厦门市                                 | 集美区后溪镇、侨英街道                                                |
| 西界         | 明盛乡 | 仁德里 | 十三都   | 厦门市                                 | 集美区后溪镇                                                          |
| 西界         | 明盛乡 | 安仁里 | 十四都   | 厦门市                                 | 集美区杏林街道、杏滨街道                                              |
| 西界         | 明盛乡 | 安仁里 | 十五都   | 厦门市                                 | 集美区灌口镇、杏滨街道 海沧区东孚街道                                 |
| 西界         | 明盛乡 | 安仁里 | 十六都   | 厦门市                                 | 集美区灌口镇、杏滨街道                                                |
| 西界         | 明盛乡 | 积善里 | 十七都   | 厦门市                                 | 海沧区东孚街道                                                        |
| 西界         | 明盛乡 | 积善里 | 十八都   | 厦门市                                 | 海沧区东孚街道、新阳街道                                              |
| 西界         | 明盛乡 | 积善里 | 十九都   | 漳州市                                 | 龙海区角美镇                                                          |
| 西界         | 明盛乡 | 积善里 | 二十都   | 漳州市                                 | 龙海区角美镇                                                          |
| 西界         | 綏德乡 | 嘉禾里 | 二十一都 | 厦门市                                 | 湖区江头街道、金山街道 思明区中华街道、鹭江街道、开元街道、莲前街道   |
| 西界         | 綏德乡 | 嘉禾里 | 二十二都 | 厦门市                                 | 湖区江头街道、禾山街道 思明区鼓浪屿街道、厦港街道、滨海街道、莲前街道 |
| 西界         | 綏德乡 | 嘉禾里 | 二十三都 | 厦门市                                 | 湖区江头街道、金山街道 思明区开元街道、梧村街道、筼筜街道、嘉莲街道   |
| 西界         | 綏德乡 | 嘉禾里 | 二十四都 | 厦门市                                 | 湖区湖街道、殿前街道、禾山街道                                        |

## 職官

### 清朝
| 姓名   | 籍貫                   | 出身                   | 上任時間     | 备注     |
| ------ | ---------------------- | ---------------------- | ------------ | -------- |
| 張效齡 | 遼東復州衛             | 貢生                   | 顺治三年     |          |
| 謝觀   | 江南江寧府上元縣       | 顺治六年第三甲進士     | 顺治七年     |          |
| 陳發   | 直隸順天府大興縣       |                        | 顺治八年     |          |
| 元琪   | 江南鎮江府金壇縣       | 拔貢                   | 顺治十年     |          |
| 梅應魁 | 浙江嘉興府海鹽縣       |                        | 顺治十二年   |          |
| 王予望 | 陝西鞏昌府鞏昌衛       | 拔貢                   | 顺治十五年   |          |
| 卞世珍 | 遼陽                   | 貢生                   | 顺治十七年   |          |
| 劉夢確 | 江西南昌府南昌縣       | 舉人                   | 康熙二年     |          |
| 鄧麟采 | 遼東                   | 蔭生                   | 康熙八年     |          |
| 秦恪   | 直隸廣平府曲周縣       | 康熙九年第三甲進士     | 康熙十八年   |          |
| 康玉   | 湖北安陸府潛江縣       | 監生                   | 康熙十九年   |          |
| 馮俞昌 | 湖北武昌府興國州       | 歲貢                   | 康熙二十年   |          |
| 楊芳聲 | 直隸宣化府萬全左衛     | 歲貢                   | 康熙二十二年 |          |
| 徐名覲 | 江南江寧府             | 監生                   | 康熙二十四年 |          |
| 李時熙 | 直隸保定府束鹿縣       | 貢生                   | 康熙三十五年 |          |
| 路松年 | 山東兗州府東平州汶上縣 | 貢生                   | 康熙四十二年 |          |
| 蔣沛   | 貴州貴陽府貴築縣       | 舉人                   | 康熙四十四年 |          |
| 陳國柱 | 湖北漢陽府漢陽縣       | 貢生                   | 康熙四十六年 |          |
| 和氏璽 | 直隸廣平府永年縣       | 康熙三十年第三甲進士   | 康熙四十九年 |          |
| 朱奇珍 | 湖南長沙府長沙縣       | 舉人                   | 康熙五十一年 |          |
| 王世臣 | 鑲藍旗漢軍             | 監生                   | 康熙五十二年 |          |
| 劉興元 | 直隸保定府蠡縣         | 康熙四十二年第三甲進士 | 康熙五十五年 |          |
| 周世培 | 直隸正定府冀州         | 康熙五十二年第三甲進士 | 雍正元年     |          |
| 李蘭   | 正白旗漢軍             | 舉人                   | 雍正三年     |          |
| 程運青 | 江南松江府華亭縣       | 舉人                   | 雍正五年     |          |
| 吳永權 | 浙江嘉興府石門縣       | 舉人                   | 雍正五年     |          |
| 史正治 | 山西汾州府孝義縣       | 監生                   | 雍正七年     |          |
| 蔣廷重 | 貴州貴陽府貴築縣       | 舉人                   | 雍正七年     |          |
| 唐孝本 | 江南常州府武進縣       | 舉人                   | 雍正九年     |          |
| 胡格   | 湖北武昌府江夏縣       | 舉人                   | 雍正十一年   |          |
| 曹鑾   | 廣西桂林府全州         | 雍正五年第三甲進士     | 雍正十三年   |          |
| 唐孝本 | —                      | —                      | 雍正十三年   | 再任     |
| 王植   | 山東青州府諸城縣       | 雍正五年第三甲進士     | 乾隆三年     |          |
| 周岱   | 鑲紅旗漢軍             | 監生                   | 乾隆五年     |          |
| 李芬   | 正藍旗漢軍             | 舉人                   | 乾隆六年     |          |
| 梁須楩 | 正白旗漢軍             | 監生、筆帖式           | 乾隆九年     |          |
| 張荃   | 雲南昆明府             | 雍正八年第三甲進士     | 乾隆九年     |          |
| 周世紀 | 浙江紹興府會稽縣       | 乾隆四年第二甲進士     | 乾隆十二年   |          |
| 吳翼祖 | 湖南長沙府湘陰縣       | 拔貢                   | 乾隆十三年   |          |
| 白永清 | 正藍旗漢軍             | 監生                   | 乾隆十四年   |          |
| 張元芝 | 江南和州含山縣         | 生員                   | 乾隆十五年   |          |
| 明新   | 正黃旗滿洲             | 舉人                   | 乾隆十六年   |          |
| 夏瑚   | 浙江杭州府仁和縣       | 監生                   | 乾隆十七年   |          |
| 熊定猷 | 江西瑞州府高安縣       | 拔貢                   | 乾隆十七年   |          |
| 明新   | —                      | —                      | 乾隆十七年   | 再任     |
| 干從濂 | 江西南康府星子縣       | 乾隆十三年第三甲進士   | 乾隆二十三年 |          |
| 鄒召南 | 湖北漢陽府漢陽縣       | 乾隆二年第三甲進士     | 乾隆二十四年 |          |
| 李逢年 | 廣東嘉應州             | 舉人                   | 乾隆二十八年 |          |
| 徐熊占 | 江蘇常州府陽湖縣       | 監生                   | 乾隆二十九年 |          |
| 吳鏞   | 浙江杭州府錢塘縣       | 舉人                   | 乾隆二十九年 |          |
| 陳澐   | 浙江嘉興府石門縣       | 監生                   | 乾隆三十一年 |          |
| 沈德馨 | 安徽太平府蕪湖縣       | 舉人                   | 乾隆三十一年 |          |
| 王思賢 | 浙江杭州府錢塘縣       |                        | 乾隆三十一年 |          |
| 吳鏞   | —                      | —                      | 乾隆三十二年 | 再任     |
| 鄭俊業 | 山東濟寧州             |                        | 乾隆年間     |          |
| 黎大畹 | 湖南長沙府寧鄉縣       | 舉人                   | 乾隆三十四年 |          |
| 吳鏞   | —                      | —                      | 乾隆三十四年 | 三任     |
| 鄔維肅 |                        | 優貢                   | 乾隆三十四年 |          |
| 蔣元樞 | 江蘇蘇州府常熟縣       | 舉人                   | 乾隆三十七年 |          |
| 侯大成 | 陝西興安州             | 舉人                   | 乾隆三十七年 |          |
| 鄔維肅 |                        | —                      | 乾隆三十八年 | 再任     |
| 馬淮   | 山東武定府商河縣       | 舉人                   | 乾隆三十九年 |          |
| 鄔維肅 |                        | —                      | 乾隆四十年   | 三任     |
| 任震遠 | 江蘇常州府宜興縣       | 乾隆二十六年第三甲進士 | 乾隆四十一年 |          |
| 冷震金 | 江蘇江寧府上元縣       | 舉人                   | 乾隆四十二年 |          |
| 任震遠 | —                      | —                      | 乾隆四十二年 | 再任     |
| 王裕煇 | 廣西桂林府臨桂縣       | 舉人                   | 乾隆四十四年 |          |
| 張奕   | 江西臨江府清江縣       | 監生                   | 乾隆四十五年 |          |
| 劉嘉會 | 正黃旗漢軍             | 貢生                   | 乾隆四十五年 |          |
| 劉彤   | 山東萊州府掖縣         | 拔貢                   | 乾隆四十七年 |          |
| 李廷彩 | 湖北荊州府江陵縣       | 貢生                   | 乾隆四十八年 |          |
| 劉嘉會 | —                      | —                      | 乾隆四十八年 | 再任     |
| 劉詩   | 山東青州府諸城縣       | 乾隆四十三年第三甲進士 | 乾隆四十八年 |          |
| 方維憲 | 直隸順天府大興縣       | 貢生                   | 乾隆四十九年 |          |
| 王兆和 | 陝西西安府三原縣       | 舉人                   | 乾隆四十九年 |          |
| 黃嘉訓 | 江西南昌府新建縣       | 舉人                   | 乾隆五十年   |          |
| 單瑞龍 | 浙江杭州府錢塘縣       | 乾隆三十七年第二甲進士 | 乾隆五十一年 |          |
| 恩古達 | 正藍旗蒙古             |                        | 乾隆五十三年 |          |
| 邵四柟 | 浙江紹興府餘姚縣       | 舉人                   | 乾隆五十三年 |          |
| 仇賦萍 | 山西平陽府曲沃縣       | 舉人                   | 乾隆五十三年 |          |
| 何茹連 | 浙江衢州府江山縣       | 拔貢                   | 乾隆五十四年 |          |
| 張學溥 | 直隸保定府清苑縣       | 吏員                   | 乾隆五十五年 |          |
| 楊賡鐸 | 直隸順天府固安縣       | 監生                   | 乾隆五十五年 |          |
| 蔣齊耀 | 江蘇常州府陽湖縣       | 監生                   | 乾隆五十七年 |          |
| 史恒岱 | 江蘇鎮江府溧陽縣       | 監生                   | 乾隆五十七年 |          |
| 李印川 | 河南開封府鄭州         | 監生                   | 乾隆五十八年 |          |
| 屠珂   | 江蘇常州府武進縣       | 乾隆四十年第二甲進士   | 乾隆五十八年 |          |
| 張曾漢 | 安徽                   | 監生                   | 乾隆五十八年 |          |
| 史恒岱 | —                      | —                      | 乾隆五十八年 | 再任     |
| 程嘉襸 | 安徽徽州府績溪縣       | 監生                   | 乾隆五十九年 |          |
| 宋樹垣 | 直隸順天府宛平縣       | 監生                   | 乾隆六十年   |          |
| 郭遇   | 江蘇通州如皋縣         | 監生                   | 乾隆六十年   |          |
| 延青雲 | 山西澤州府陽城縣       | 貢生                   | 乾隆六十年   |          |
| 袁廷鰲 | 江西袁州府萬載縣       | 舉人                   | 嘉慶元年     |          |
| 劉永公 | 正黃旗漢軍             | 舉人                   | 嘉慶元年     |          |
| 方應恆 | 湖南岳州府巴陵縣       | 監生                   | 嘉慶二年     |          |
| 吳堂   | 江蘇常州府武進縣       | 舉人                   | 嘉慶二年     |          |
| 張灝   | 浙江嘉興府嘉興縣       | 舉人                   | 嘉慶四年     |          |
| 李菶   | 湖北德安府雲夢縣       | 舉人                   | 嘉慶五年     |          |
| 孫樹南 | 河南許州               | 乾隆四十年第三甲進士   | 嘉慶十二年   |          |
| 石鼎   | 安徽安慶府宿松縣       | 嘉慶四年第三甲進士     | 嘉慶十二年   |          |
| 高耀曾 | 鑲黃旗漢軍             | 監生                   | 嘉慶十八年   |          |
| 何蘭汀 | 浙江紹興府山陰縣       | 嘉庆七年第二甲進士     | 嘉慶十九年   |          |
| 阮貽昆 | 江西南昌府新建縣       | 嘉慶十六年第三甲進士   | 嘉慶二十年   |          |
| 林啟泰 | 浙江紹興府上虞縣       | 監生                   | 嘉慶二十二年 |          |
| 李振青 | 貴州興義府             | 監生                   | 嘉慶二十五年 |          |
| 許原清 | 江蘇松江府華亭縣       | 監生                   | 道光三年     |          |
| 顧潾   | 浙江嘉興府桐鄉縣       | 監生                   | 道光七年     |          |
| 丁文燾 | 直隸順天府大興縣       | 監生                   | 道光八年     |          |
| 熊飛   | 江蘇江寧府江寧縣       | 監生                   | 道光十二年   |          |
| 褚登   | 江蘇常州府靖江縣       | 道光三年第二甲進士     | 道光十七年   |          |
| 盛朝輔 | 貴州思南府             | 道光十二年第三甲進士   | 道光二十一年 |          |
| 楊承澤 | 貴州銅仁府             | 廩貢                   | 道光二十四年 |          |
| 張用糦 | 安徽安慶府桐城縣       | 副貢                   | 道光二十六年 | [ 註 3 ] |
|        |                        |                        |              |          |
| 王增錞 | 河南歸德府永城縣       | 監生                   | 道光年間     | [ 註 4 ] |
| 沈功枚 | 浙江湖州府歸安縣       | 監生                   | 道光年間     |          |
| 白冠玉 | 湖南岳州府華容縣       | 廩生                   | 同治四年     |          |
| 潘文鳳 | 安徽寧國府涇縣         | 附貢                   | 同治年間     |          |
| 劉敦華 | 山西太原府文水縣       | 舉人                   | 光緒年間     |          |
| 八十四 | 鑲紅旗蒙古             |                        | 光緒年間     |          |
| 張元鼎 | 浙江杭州府仁和縣       | 監生                   | 光緒年間     |          |
| 朱承烈 | 浙江紹興府會稽縣       | 光緒六年第三甲進士     | 光緒年間     |          |
| 章國均 | 湖南辰州府沅陵縣       | 監生                   | 光緒年間     |          |
| 王金城 | 江蘇揚州府高郵州       | 監生                   | 光緒年間     |          |
| 李澤春 | 直隸天津府             | 拔貢                   | 光緒年間     |          |
| 寇宗華 | 貴州貴陽府修文縣       | 舉人                   | 光緒年間     |          |
| 王擴中 | 浙江嘉興府             | 舉人                   | 光緒年間     |          |
| 楊文榮 | 貴州                   |                        | 光緒年間     |          |
| 鈕承藩 | 浙江湖州府烏程縣       | 附貢                   | 光緒年間     |          |
| 寧雲漢 |                        |                        | 宣統元年     |          |
| 陳文緯 | 甘肅蘭州府皋蘭縣       | 監生                   | 宣統三年     |          |